# حامد رسولي
حامد رسولي (بالفارسية: حامد رسولی) هو لاعب كرة قدم إيراني في مركز الهجوم، ولد في 18 يناير 1985 في مدينة أصفهان في إيران. شارك مع منتخب إيران تحت 20 سنة لكرة القدم. أما مع النوادي، فقد لعب مع نادي باس همدان ونادي سباهان أصفهان.